# Tryckfrihetsförordningen (Sverige)
Tryckfrihetsförordningen fra 1949 er den næstældste af Sveriges nuværende fire grundlove. Forordningen handler om trykkefriheden, dens definition og begrænsninger. 

## Etymologi
Det kan virke lidt misvisende, at en grundlov kaldes for en forordning.
Navnet er historiske begrundet. Den første svenske lov om skift- og trykkefrihed udkom i 1766. Den hed: K. M:ts förordning angående skrif- och tryckfrihet. De senere svenske love om trykkefrihed hedder også forordninger. 
Før 1849 blev danske love, der var rettet til hele folket kaldt for forordninger. Dette i modsætning til reskripter, der kun var rettet til embedsmændene. Fra Danmark kendes forordningen om indfødsretten fra 1776, der i efterskriften betegner sig selv som en "Grund-Lov". Et andet dansk eksempel er Trykkefrihedsforordningen af 1799. 

## Tidligere svenske forordninger om trykkefrihed
Den finlandssvenske præst Anders Chydenius tog initiativ til Sveriges (og verdens) første lov om trykkefrihed og offentlighed i forvaltningen. 
I 1765–1766 fik Anders Chydenius rigsdagen i Stockholm til at vedtage trykkefriheden. Kongen stadfæstede loven i december 1766. 
Efter Gustav 3.s statskup i 1772 blev trykkefriheden indskrænket kraftigt. Trykkefriheden blev genindført, da Sverige fik en ny grundlov i 1809.